# House of Frankenstein
House of Frankenstein és una pel·lícula de terror nord-americana de 1944 protagonitzada per Boris Karloff, Lon Chaney Jr. i John Carradine. La pel·lícula va ser dirigida per Erle C. Kenton basada en una història de Curt Siodmak, i produïda per Universal Pictures. La pel·lícula tracta sobre el doctor Gustav Niemann que s'escapa de la presó i promet crear un nou cos per al seu assistent Daniel. Els dos assassinen el professor Lampini i es fan càrrec del seu espectacle secundari que implica el cadàver del comte Dràcula. Després de desfer-se del comte, els dos es traslladen a les ruïnes del castell de Frankenstein on troben el cos del monstre de Frankenstein i Larry Talbot, l'home llop conservat al castell. Niemann els descongela i promet curar Talbot de la seva maledicció d'home llop, però en secret planeja reviure el monstre de Frankenstein.

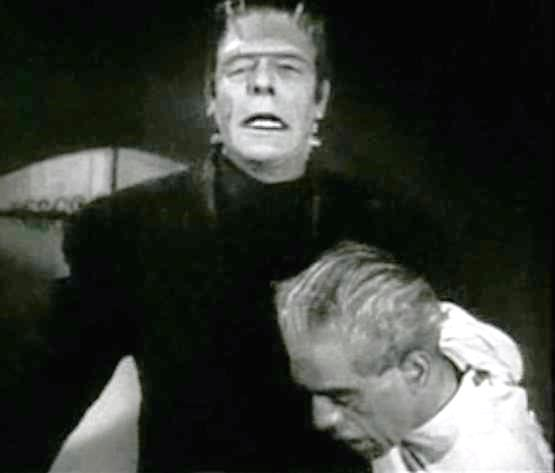
Glenn Strange i B. Karloff a l'anunci de la pel·lícula.

La pel·lícula va començar la producció amb la intenció d'escriure una història que inclogués diverses propietats de terror d'Universal. Universal havia planejat inicialment una pel·lícula titulada Chamber of Horrors per incloure diversos altres dels seus personatges de terror, però aquest projecte es va aturar amb la idea de reviure més tard com House of Frankenstein. El rodatge va començar el 4 d'abril de 1944 i va concloure el 8 de maig. Es va projectar a Nova York el 15 de desembre de 1944.

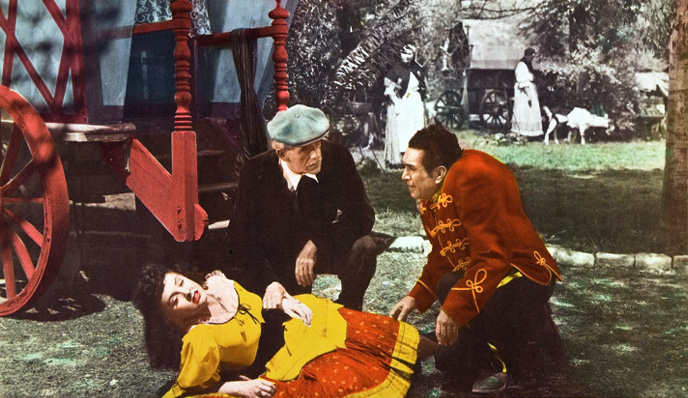
Escena acolorida de la pel·lícula

## Sinopsi
Un llamp destrueix part de la presó de Neustadt, facilitant així la fugida del Dr. Niemann, deixeble del Dr. Frankenstein. Niemann, acompanyat del geperut Daniel, ensopega en la seva fugida amb un carro, que és un espectacle ambulant anomenat "La cambra dels horrors del professor Lampini". Niemann i el seu company s'apoderen del carro, matant Lampini. Fent-se passar per Lampini i el seu ajudant, es dirigeixen a Reigelberg, on Niemann pensa venjar-se d'aquells que el van enviar a la presó. Per a aconseguir-ho, arrenca l'estaca de Drácula, i l'exhibeix com a atracció en aquest espectacle.
Després d'algunes peripècies, Drácula mor. Niemann i Daniel arriben al poble de Frankenstein, on veuen ballar a la zíngara Ilonka, Daniel s'enamora d'ella i després de defensar-la d'un agressor, se l'emporten malferida al carro. Niemann i Daniel arriben a les ruïnes on va perir el monstre la vegada anterior, i on pretenen trobar les anotacions de Frankenstein.
A través de les ruïnes, accedeixen a una caverna de gel on troben congelats a l'Home Llop i al monstre de Frankenstein. Després de descongelar-los, Niemann ofereix alliberar Larry Talbot de la seva maledicció. Per a això es dirigeixen a Visaria, on Niemann té el seu laboratori. Allí ha d'operar a Daniel per a donar-li una estructura normal, arrencar la maledicció de Talbot i ressuscitar a la criatura.

## Repartiment
Extret del llibre Universal Horrors.
- Boris Karloff com el Dr. Gustav Niemann
- Lon Chaney Jr. com a Lawrence Stewart Talbot, l'home llop
- John Carradine com a Comte Dràcula
- J. Carrol Naish com a Daniel
- Glenn Strange com a El monstre
- Anne Gwynne com a Rita Hussman
- Peter Coe com a Carl Hussman
- Lionel Atwill com a Insp. Arnz
- George Zucco com el Prof. Bruno Lampini
- Elena Verdugo com a Ilonka
- Sig Ruman com a Burgomaster Hussman
- William Edmunds com a Fejos
- Charles F. Miller com a Tobermann
- Julius Tannen com a Hertz
- Philip Van Zandt com a Insp. Müller
- Hans Herbert com a Meier
- Dick Dickinson com Born
- George Lynn com a Gerlach
- Michael Mark com a Frederick Stauss

## Producció
Abans de l'anunci de House of Frankenstein, va ser anunciada una pel·lícula titulada Chamber of Horrors el 7 de juny de 1943 per The Hollywood Reporter, assenyalant que el repartiment inclouria Boris Karloff, Lon Chaney, Jr., Bela Lugosi, Peter Lorre, Claude Rains, George Zucco i James Barton a més d'incloure els personatges L'home invisible, The Mad Ghoul, La Mòmia i "altres monstres variats". Chambers of Horror mai va entrar en producció. Curt Siodmak va parlar poc sobre el desenvolupament de la història per a la pel·lícula, afirmant que "La idea era posar tots els personatges de terror en una imatge. Només vaig escriure la història. No vaig escriure el guió. Mai vaig veure la pel·lícula." El guió va ser escrit per Edward T. Lowe, qui havia escrit anteriorment els guions de The Hunchback of Notre Dame (1923) i The Vampire Bat (1933). EL guió de Lowe va canviar parts de la història de Siodmak, inclosa l'eliminació de la mòmia Kharis.
El productor de la pel·lícula Paul Malvern va començar a assignar un repartiment que incloïa Karloff, que Universal tenia per a un acord de dues pel·lícules, Lon Chaney, Jr., John Carradine i J. Carrol Naish. El repartiment no es reuniria oficialment fins al febrer de 1944. En les discussions amb el repartiment, Anne Gwynne va confiar més tard en una entrevista amb Michael Fitzgerald que ella no creia que Karloff estigués content amb el seu paper de científic boig a la pel·lícula. Gwynne va parlar del paper més tard en la seva carrera afirmant que "La part va ser bonica però no genial, m'hi vaig divertir, però només estic en els primers 25 minuts i després vaig fer un zap, vaig estar fora la resta de la pel·lícula!" Gwynne va demanar l'alliberament del seu contracte amb Universal després del seu treball a House of Frankenstein. El paper de monstre va ser donat a Glenn Strange que durant els 12 anys anteriors va fer pel·lícules western i havia interpretat petits papers a The Mummy's Tomb (1942), així com a The Mad Monster (1942) i The Monster Maker de Producers Releasing Corporation (1944). Abans del càsting de Strange, Lane Chandler va ser provat per al paper. Strange no sabia que s'estava cridant a un nou actor per interpretar el monstre i només es va assabentar quan va ser informat a l'estudi de maquillatge de Jack Pierce que se li va aplicar una cicatriu. Després d'això, Pierce va trucar al productor Paul Malvern dient-li que havien trobat el seu nou monstre.
Els preparatius per a House of Frankenstein van començar l'agost de 1943 amb el títol The Devil's Brood. La pel·lícula va tenir un rodatge de 30 dies. programada amb el rodatge inicial que començaria el 4 d'abril de 1944 usant els decorats de Green Hell (1940) i Pittsburgh (1942). També es van utilitzar altres conjunts de Gung Ho! (1943) i Tower of London (1939). Al plató, Carradine va oferir al seu company recitacions de l'obra de Shakespeare mentre que Lon Chaney de tant en tant preparava un dinar fastuós per als seus companys de camerinos. Strange va assenyalar que el maquillatge del monstre era incòmode al plató, el feia sentir com si tingués aigua al cervell i que no se li va permetre entrar a la comissaria de l'estudi, i havia de dinar amb una carmanyola lluny dels altres. Es van produir accidents al plató quan Strange es trobava dins d'una caixa de vidre i es va trobar que no podia respirar, el que el va obligar a prémer un botó de pànic per escapar de dins. Strange també va tenir una escena. on llança J. Carrol Naish per una finestra i havia de caure damunt un matalàs. Strange va calcular malament el seu llançament i va provocar que Naish perdés el matalàs i caigués al terra de ciment. Per sort, Naish duia unn gran gepa encoixinada que va esmorteir prou la seva caiguda. El director Erle C. Kenton va establir que les escenes amb el comte Dràcula fossin rodades les últimes. El rodatge es va completar el 8 de maig. La partitura musical va ser un esforç col·laboratiu entre Hans J. Salter, Paul Dessau i Charles Previn. La major part de la música de la pel·lícula va ser escrita específicament per a House of Frankenstein, com oposat a la col·lecció habitual de senyals musicals que es remunten a 1938 i que hi havia en altres pel·lícules de l'època.

## Estrena
Tot i que el rodatge es va acabar al maig, la pel·lícula va tenir uns mesos abans de l'estrena. En aquest temps, el títol de la pel·lícula es va canviar a House of Frankenstein. House of Frankenstein es va projectar al Rialto Theatre a la ciutat de Nova York el 15 de desembre de 1944. Va anar seguit d'una projecció a Los Angeles el 22 de desembre. La pel·lícula va ser distribuïda en cinemes per Universal Pictures i es va estrenar a nivell nacional el 16 de febrer de 1945 després de l'estrena inicial a Nova York el desembre de 1944. Segons el National Box Office Digest, va recaptar entre 200.000 i 500.000 dòlars. No es trobava entre les pel·lícules més taquilleras d'Universal com Can't Help Singing (1944) i Ali Baba and the Forty Thieves (1944) així com altres estrenes de terror dels estudis com The Climax (1944) que van recaptar més de 500.000 dòlars. Va aconseguir superar altres produccions de terror de la Universal com ara Ghost Catchers (1944) i The Invisible Man's Revenge (1944).
House of Frankenstein no es va publicar al vídeo domèstic fins als llançaments del vídeo domèstic de 1992 de MCA Home Video. La pel·lícula es va estrenar en DVD com a part de "The Monster Legacy Collection" i "Frankenstein: The Legacy Collection" el 27 d'abril de 2004. House of Frankenstein fou estrenada en Blu-ray el 28 d'agost de 2018.

## Recepció
L'historiador del cinema Gregory W. Mank va declarar que a l'estrena de les pel·lícules a la ciutat de Nova York, els crítics van "fer rossegar" la pel·lícula. Wanda Hale del New York Daily News va donar a la pel·lícula una qualificació de dues estrelles i mitja, comentant que "l'ambientació, la il·luminació i el vestuari, imprevisibles i horribles, t'ajudaran a entrar en els sinistres procediments", alhora que va advertir al públic '"assegureu-vos i comproveu la vostra credulitat fora". AH Weiller de The New York Times va afirmar que com a pel·lícula "aquest horrible congrés no enganxa; només té velocitat i canvis de ritme. Com a tal, doncs, està obligat a generar tantes rialles com calfreds." El New York Herald Tribune va fer una crítica negativa afirmant que "La trama s'ensopega sense parar en el seu intens intent de portar sobre les seves espatlles massa malsons d'ahir" i conclou que la pel·lícula "és només una mica més terrorífica que the house that Jack built."
Harrison's Reports l'anomenava "només una imatge de terror suau, més ridícula que terrorífica. Tot plegat és una repetició de les fantàstiques accions d'aquests personatges en pel·lícules anteriors i, ja que fan exactament el que s'espera de ells, l'espectador no està ni escandalitzat ni esgarrifat." Una ressenya a The Motion Picture Herald va considerar la pel·lícula com una "excel·lent pel·lícula de terror", complementant la interpretació, el maquillatge, la fotografia intel·ligent, la il·luminació i la partitura, assenyalant que a la seva projecció al teatre Rialto de Nova York, "el públic de la matinada estava més que satisfet."
A partir de ressenyes retrospectives, Carlos Clarens va escriure sobre les pel·lícules del Monster Rally al seu llibre An Illustrated History of the Horror Film resumint que "l'únic encant d'aquestes pel·lícules resideix en el actors contractats molt hàbils que les van poblar, que representaven gitanos, científics bojos, grans sacerdots luxuriosos, assassins de vampirs o simples arenques vermelles." Al seu llibre Horror!, Drake Douglas va comentar que "El monstre es va convertir en una automatització maldestra" i va assenyalar que el monstre de Strange "tenia les galtes grassonetes i els ulls morts i la cara d'un somnàmbul sense sentit en lloc d'una criatura malvada viva i vibrant". En el seu llibre sobre la sèrie Frankenstein d'Universal, Gregory W. Mank va afirmar que, malgrat les virtuts d'una "bella partitura i el seu gran repartiment", la pel·lícula "mai va aconseguir transcendir el seu innoble propòsit: reunir tants horrors com 70 minuts permeten. Tampoc els aficionats al cinema de terror més discriminats no han perdonat mai haver fet un altre pas de gegant en la degradació del monstre de Frankenstein."